# Nachhilfe

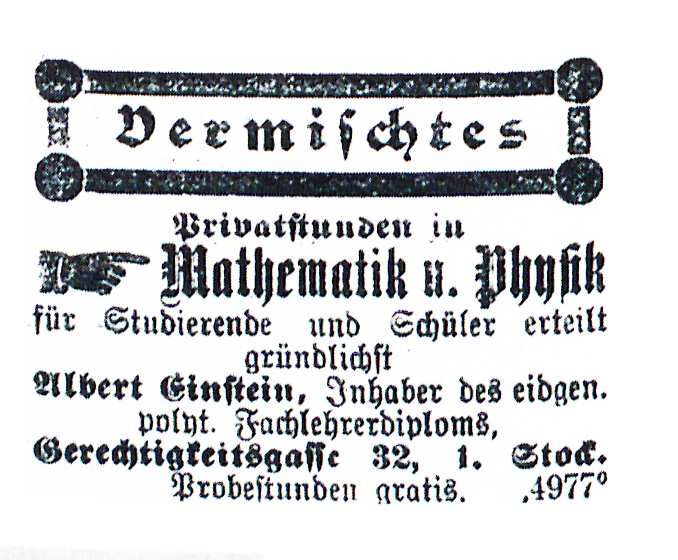
Albert Einstein suchte 1902 Nachhilfeschüler (seinerzeit ansässig in der Gerechtigkeitsgasse in Bern)

Nachhilfeunterricht oder Nachhilfe ist die Unterstützung von Schülern beim Lernen außerhalb der regulären Veranstaltungen der Schule, beziehungsweise der Hochschule. Diese Unterstützung kann gelegentlich oder regelmäßig erfolgen. Sie kann im Einzelunterricht oder im Kleingruppenunterricht erfolgen. Mehreren Umfragen zur Folge nehmen jährlich 1,2 Millionen Schüler in Deutschland Nachhilfe; gleichzeitig geben Eltern dabei mehr als eine Milliarde Euro für die schulische Unterstützung aus.

## Formen der Nachhilfe
Formen professioneller, semiprofessioneller oder unprofessioneller Nachhilfe bilden sich meist heraus, wenn der Schüler oder bei jüngeren Schülern häufiger das familiäre Umfeld (Eltern, Geschwister und Verwandte des betreffenden Kindes) eine außerschulisch wirkende und außerfamiliäre Person engagiert, die ihm beim Lernen hilft und in der Regel dafür Geld bekommt. Nachhilfelehrer sind häufig Studenten, pensionierte Lehrer, arbeitslose Akademiker oder Schüler höherer Klassen.
Der Grad der individuellen Förderung und damit die Lernerfolge hängen beim organisierten Gruppenunterricht von der sinnvollen Zusammensetzung der Nachhilfegruppe, der Größe der Gruppe und dem persönlichen Bezug der Lehrkräfte zum Schüler und zu ihrem Arbeitgeber ab.
Nachhilfe charakterisiert sich nach Dohmen et al. (2008) dadurch, dass sie
- „außerschulisch“ stattfindet,
- innerhalb eines bestimmten Zeitraumes eher „regelmäßig“ – jedoch nur vorübergehend (nicht kontinuierlich, nicht auf Dauer angelegt) in Anspruch genommen wird,
- einer „Wissenssicherung“ und „Wissensergänzung“ im Hinblick auf ein Unterrichtsfach oder mehrere Unterrichtsfächer dient,
- ergänzende Funktion zum „normalen“ Unterricht aufweist und
- privat finanziert wird (vgl. Dohmen 2008, S. 15 ff.).

Anders als im schulischen Kontext, wo die Didaktik als Bezugsdisziplin für das Handeln der Lehrperson gilt und Lernarrangements und -methoden thematisiert, sind Theorie und Praxis des Nachhilfelehrens und -lernens bislang nicht wissenschaftlich aufgearbeitet. Wie Wissen im Rahmen der Nachhilfe einzeln oder in Kleingruppen vermittelt wird, bleibt offen bzw. wird der schulischen Allgemein- oder Fachdidaktik entlehnt.

## Deutschland

### Probanden und Fächer
Die große Mehrheit der Nachhilfefälle liegt in Deutschland bei Schülern allgemeinbildender Schulen in den Klassenstufen sieben bis zehn. Allerdings erhalten auch schon Grundschüler gelegentlich Nachhilfe und auch in der Sekundarstufe II ist Nachhilfeunterricht verbreitet. Umgekehrt geben Schüler häufig Nachhilfe an andere Schüler.
Im Jahr 2010 wurde die Zahl der aktuell Nachhilfe erhaltenden Schüler allgemeinbildender Schulen in Deutschland auf etwa eine bis anderthalb Millionen geschätzt, also ca. 11 bis 16 Prozent von ca. 9,5 Millionen solcher Schüler. Im Verlaufe ihrer gesamten Schulzeit nehmen nach verschiedenen Schätzungen zwischen 30 und 50 Prozent aller Schüler Nachhilfe. Die Tendenz ist seit Jahren steigend, unter anderem wegen der Verkürzung der Gymnasialzeit von neun Jahren („G9“) auf acht Jahre („G8“ – siehe Abitur nach zwölf Jahren).
Jungen erhalten etwas häufiger Nachhilfe als Mädchen, dieser Trend kehrt sich allerdings in höheren Klassenstufen um. Schüler von Gymnasien erhalten häufiger Nachhilfe als Schüler an Realschulen und Gesamtschulen. Hauptschüler treten auf dem Nachhilfemarkt selten in Erscheinung. In Westdeutschland wird Nachhilfe etwa doppelt so oft in Anspruch genommen wie in Ostdeutschland.
Am weitaus häufigsten wird mit über 50 % der Fälle das Fach Mathematik nachgefragt, gefolgt von Englisch mit etwa 25 % und Deutsch mit ca. 15 %. Auf den weiteren Plätzen folgen die meist als zweite Fremdsprache gewählten Fächer Latein und Französisch sowie die Naturwissenschaften Physik, Chemie und eher selten auch Biologie und Informatik. Eine weitere kleinere Rolle als Nachhilfefach spielt noch das Fach Spanisch, das in den meisten Regionen auf Platz drei bei Angebot und Wahl der zweiten Fremdsprachen rangiert.
Andere reguläre Unterrichtsfächer wie Erdkunde, Geschichte, Politik, Ethik, Religion, Arbeit/Wirtschaft, Werken, Textilarbeit, Kunst, Musik oder Sport kommen im Nachhilfebereich sehr selten bis gar nicht vor.
Viele Schüler erhalten in mehreren Fächern Nachhilfe.
Für Legasthenie oder Dyskalkulie gibt es Lerntherapien speziell ausgebildeter Fachkräfte. Bei Entwicklungsdyslexie wegen Wahrnehmungsstörung können auch niedergelassene Logopäden helfen.

### Auswirkungen von Nachhilfe
Einer Studie des Forschungsinstituts für Bildungs- und Sozialökonomie (FiBS) in Berlin zufolge geben 30 % der Nachhilfe-Schüler pro Jahr 1300 Euro für professionelle Nachhilfe aus. Nachhilfe durch Studenten und Schüler verbessere die Bewertung des Schülers im Schnitt um eine Note, Nachhilfe durch Fachkräfte um 1,3 bis 1,4. Zudem scheinen Kinder, die Nachhilfe erhalten, vor allem Eltern aus höheren Bildungs- und Einkommensschichten zu haben. Dazu Dieter Dohmen, der Leiter des FiBS: „Trifft das zu, heißt das: Nachhilfe verschärft die soziale Selektion.“ (siehe Bildungsbenachteiligung in der Bundesrepublik Deutschland)
Einer Studie der Hans-Böckler-Stiftung aus dem Jahr 2017 zufolge fördert Nachhilfe die sozialen Unterschiede ebenfalls. Zum einen kämen nach der Untersuchung Schüler mit Migrationshintergrund „deutlich zu kurz“, zum anderen nähme die Anzahl der Nachhilfestunden mit dem Einkommen der Eltern zu. Lediglich 13 Prozent der Kinder aus ärmeren Elternhäusern bekäme zusätzlichen Unterricht, während Kinder aus der Mittelschicht schon zu 20 Prozent außerschulisch gefördert würden. In Elternhäusern mit mehr als 200 % des mittleren Einkommens bekämen 30 % aller Kinder Nachhilfe.
Eine ähnliche Ungleichheit zeige sich bei der Aufschlüsselung der betroffenen Schüler nach ihrer Schulform. Lediglich 19 % der Nachhilfe-Empfänger besuche eine Hauptschule. Die Befragung privater Nachhilfeinstitute ergab weiterhin, dass bei 86 Prozent der Häuser die Schüler hauptsächlich Gymnasien besuchen.

### Organisierte Nachhilfeanbieter
Die kontinuierliche steigende Nachfrage nach Nachhilfeleistungen in Deutschland hat auch zu einer starken Expansion organisierter Anbieter geführt. Unter diesen Anbietern dominieren bundesweit tätige Unternehmen. Sie bieten in der Hauptsache Nachhilfeunterricht in Gruppen an, den stundenweise beschäftigte Honorarkräfte erteilen. Einzelunterricht wird generell auch angeboten, bleibt aufgrund von Preisen zwischen 40 und 50 Euro für 90 Minuten bei den Marktführern allerdings eher die Ausnahme.

#### Marktführer
In Deutschland marktführend – bei der Gruppennachhilfe – sind die Unternehmen Studienkreis und Schülerhilfe mit jeweils etwa 1000 zum Teil im Franchisebetrieb geführten Filialen. Die Unternehmen setzen in der Regel Honorarkräfte ein, die häufig Studenten sind.

#### Preise
Nach Stiftung Warentest bezahlen Eltern insgesamt für private Nachhilfe ihres Kindes durchschnittlich 750 Euro, für Nachhilfe bei einem Nachhilfeunternehmen hingegen 1550 Euro. Gründe für diese Differenz sind demnach unter anderem die unterschiedliche Dauer der Nachhilfe und die regionalen Preisunterschiede. Während es bei Privatlehrern für den Schüler meist keine Vertragsbindung gibt, haben Institute in der Regel eine Mindestvertragslaufzeit von sechs Monaten. Übliche Preise bei den beiden Marktführern sind Mitte der 2010er Jahre 109 Euro monatlich für einen Sechsmonatsvertrag und 99 Euro für einen Zwölfmonatsvertrag plus jeweils 49 Euro Anmeldegebühr bei 90 Minuten Gruppenunterricht wöchentlich in einem Unterrichtsfach.

#### Arbeitsbedingungen der Lehrkräfte
Die Lehrkräfte werden meist auf Honorarbasis pro Unterrichtsstunde bezahlt. Sozialversicherungsbeiträge, Urlaub oder Lohnfortzahlung im Krankheitsfall werden in der Regel von den großen Unternehmen nicht geleistet. In der Regel gibt es auch keinen Vertrag über eine regelmäßige Wochenarbeitszeit, keinerlei Kündigungsschutz und keine Fortbildungs- oder Aufstiegsmöglichkeiten. Der Preisdruck privater steuerfreier Nachhilfe verhindert hierbei eine adäquate Entlohnung der Lehrkräfte.

#### Zertifikate und Gütesicherung
Neben diesen großen Nachhilfeketten gibt es regional begrenzt auch kleinere Nachhilfeinstitute. Eine kleine Gruppe hat sich zur Gütegemeinschaft INA-Nachhilfeschulen zusammengeschlossen. Gemeinsam mit dem Deutschen Institut für Gütesicherung und Kennzeichnung überprüfen externe Auditoren jährlich und zertifizieren Nachhilfeschulen nach eigenen Qualitätskriterien mit einem Gütezeichen.
Auch die beiden großen Anbieter der Branche, die Schülerhilfe und der Studienkreis, lassen ihre Qualität von unabhängigen Institutionen überprüfen. Der Studienkreis lässt sich durch den TÜV Rheinland die Einhaltung seiner selbst gesetzten Qualitätsstandards bescheinigen. Der TÜV Nord hat mit der Schülerhilfe das erste Nachhilfeinstitut nach der Qualitätsmanagementnorm zertifiziert.
Die TÜV-Zertifizierung nach den Standards des Studienkreises betrifft formale Kriterien wie Vertragsgestaltung, Lage und Gestaltung der Geschäftsräume und umreißt eine sinnvolle Planung des Nachhilfeunterrichts. Die Qualität und die Erfolgsquote des Unterrichts bleiben ungeprüft. Daher ist die Aussagekraft dieser Zertifizierungen umstritten. Die TÜV-Zertifizierung nach ISO 9001 prüft das Qualitätsmanagementsystem des Anbieters, trifft aber ebenfalls keine Aussagen zur konkreten Unterrichtsqualität und untersucht nur eine kleine Auswahl von Standorten nach langfristiger Voranmeldung. Die Aussagekraft dieser stichprobenartigen Prüfung ist deshalb gleichfalls umstritten.

#### Verbände und Organisationen
Nachhilfeschulen sind in zwei Verbänden organisiert, dem Bundesverband der inhabergeführten Nachhilfeschulen Deutschlands (BiN), in dem Einzelunternehmen und Ketten mit höchstens 15 Franchisenehmern organisiert sind, und dem Bundesverband Nachhilfe- und Nachmittagsschulen (VNN), in dem neben Einzelunternehmen auch große Nachhilfeketten willkommen sind. Beide vertreten jedoch nur einen kleinen Teil der Nachhilfeschulen.
Zwischen dem klassischen Nachhilfelehrer, der Nachhilfe in privater Absprache mit den Eltern organisiert, und dem Nachhilfe-Großkonzern existieren diverse Zwischenformen, zum Beispiel gibt es Agenturen, die gezielt private Nachhilfekräfte gegen Gebühr vermitteln, außerdem bieten viele Allgemeine Studierendenausschüsse von Hochschulen Nachhilfevermittlungen an.
Andere Unternehmen beschäftigen Lehrkräfte auf Honorarbasis, die wie der klassische Nachhilfelehrer zu den Schülern ins Haus kommen.
Kritisch werden Nachhilfeinstitute im Rahmen von Scientology betrachtet, die häufig getarnt auftreten. Als problematisch wird auch eine analoge Strategie der vom Bundesamt für Verfassungsschutz als rechtsextrem eingestuften NPD angesehen. Beide Organisationen versuchen durch Nachhilfeangebote Kinder und Jugendliche für ihre extremistischen und totalitären Ideologien zu gewinnen. Ähnliche Versuche gibt es auch von verschiedenen islamistischen Organisationen.
Weiterhin gibt es gemeinnützige Anbieter, die Nachhilfe anbieten, oft auch im Übergangsbereich zu hortähnlicher Nachmittagsbetreuung. In vielen Horten gehört Hausaufgabenhilfe und Nachhilfeunterricht mittlerweile zur pädagogischen Hauptaufgabe.
Außerdem gibt es auch einige kostenlose Internetportale, bei denen Schüler bzw. Eltern private Nachhilfe- und Sprachlehrer finden können.
An vielen weiterführenden Schulen werden selbst Nachhilfe-Vermittlungsdienste organisiert, z. B. von einer Schülervertretung oder engagierten Lehrern. Hier können dann gute Schüler höherer Klassen selbst Nachhilfe innerhalb der eigenen Schule geben, z. B. in Freistunden oder Nachmittags, gegen ein moderates Honorar. Im Idealfall hilft es beiden, dem Nachhilfeempfänger und dem Nachhilfegeber, der sich dadurch noch intensiver mit dem Stoff befassen muss und seine pädagogischen Fähigkeiten trainiert. Noch weiter geht das Konzept des kooperativen Lernens, das darauf basiert, dass sich Schüler im Unterricht selbst helfen und die Aneignung von Wissen und Können durch Austausch untereinander erfolgt. Lernen durch Lehren. Sowohl leistungsschwache als auch starke Schüler profitieren. Zudem fördert es soziale Kompetenzen und Teamwork unter Schülern.

## Weitere deutschsprachige Länder
Die größten in Deutschland operierenden Nachhilfeunternehmen sind auch in Österreich und in der Schweiz tätig.
In Österreich gibt es mehrere Internet-Dienstleister, die als Bindeglieder zwischen Nachhilfe-Suchenden und -Anbietern fungieren. Neben dem eigentlichen Vermittlungsservice wird Nutzern optional auch ein Zugang zum E-Learning in Form einer E-Portfolio- bzw. Lernplattform für die Gestaltung von Online-Kurse geboten.

### Österreich
Ähnlich zur Situation in Deutschland, gibt es auch in Österreich eine bunte Vielfalt an Nachhilfeinstituten, die Schüler professionell unterstützen. Nachhilfekräfte werden teilweise noch auf Honorarbasis beschäftigt, während die Tendenz Richtung fix angestelltem Personal steigt.
Laut einer von der Arbeiterkammer Wien beauftragten Studie (IFES 2017, IFES 2019) benötigen ca. 23 % Schüler pro Jahr Nachhilfe (2019: 29 %), was mit rund 94 Mio. € an Ausgaben für Privathaushalte einhergeht (2019: + 6 %).[1] Die Kosten für Nachhilfe pro Kopf lagen im Schuljahr 2016/17 bundesweit bei ca. € 680, in der Steiermark bei ca. € 610 pro Schuljahr (Wert 2019: durchschnittlich € 570 IFES 2019). Allein im Sommer werden etwa € 450 pro Schüler investiert (IFES 2017).

#### Nachhilfe in Österreich in Zahlen
Entsprechend der IFES Studie (S. 23) hat im Schuljahr 2016/17 fast ein Fünftel der Schüler Nachhilfe im laufenden Schuljahr bezogen bzw. in den Sommerferien. Vorwiegend wurde bezahlte Nachhilfe beansprucht. Der Anteil der unbezahlten Nachhilfe lag dagegen nur bei 4 %. Rund 1 % der österreichischen Schüler beansprucht Gratisnachhilfe, wobei diese Schüler dann keine bezahlte Nachhilfe zusätzlich beanspruchen. In absoluten Zahlen bedeutet das also, dass ca. 138.000 Schüler im Untersuchungszeitraum bezahlte Nachhilfe beansprucht haben, während das nur bei rund 40.000, bezogen auf Gratisnachhilfe der Fall war. Ein bedeutendes Ergebnis liefert die IFES Studie auch dahingehend, dass nur im Volksschulalter der Anteil an Schüler, die Nachhilfe beanspruchen, im einstelligen Bereich liegt (IFES 2017 S. 25).
Insgesamt beanspruchen bezahlte Nachhilfe gerade jene, die es sich nur schwer leisten können. So etwa bildungsferne Schichten und Menschen mit Migrationshintergrund (S. 27). In diesem Zusammenhang ergab sich, dass 37 % der Schüler, deren Eltern lediglich über einen Pflichtschulabschluss verfügten, Nachhilfe beanspruchten (IFES 2017 S. 29).

#### Nachhilfefächer
Nachhilfefächer waren mit der überwiegenden Mehrheit von 62 % Mathematik und Fremdsprachen mit knapp über 20 %. Der Rest entfiel auf kaufmännische Fächer, naturwissenschaftliche Fächer und andere.

#### Motive
Die Motive, externe Nachhilfe zu beanspruchen, lagen entsprechend IFES Studie 2017 vor allem darin, die Note verbessern zu wollen (50 % 2019: 54 %) oder darin die Nachprüfung zu bewältigen oder eine negative Note auszubessern (IFES 2017 S. 38).
5 % jener Schüler, die bezahlte externe Nachhilfe benötigen würden, haben diese aus finanziellen Gründen nicht erhalten (IFES 2017 S. 40).
Zur Thematik, wie der Lehrstoff besser verstanden werden könnte, führen die befragten Eltern an, dass der Unterricht in den Schulen verständlicher gestaltet werden sollte, kostenlose Nachhilfeangebote existieren sollte, generell mehr Förderunterricht angeboten werden sollte (IFES 2017 S. 50 mwN).

#### Stand der Forschung
Die derzeit aktuellste und damit für diesen Artikel relevanteste Studie, wurde im Auftrag der Arbeiterkammer Wien im Jahr 2017 (IFES-Studie) durchgeführt. Insgesamt wurde eine Stichprobe von 3.435 Eltern-Haushalte gezogen, die mittels Telefoninterviews befragt wurden. Dabei ging es um insgesamt 5.683 Schüler. Inhalte der Befragung lagen vor allem auf den Themen: Förderunterricht in der Schule, Zufriedenheit der Eltern mit der Betreuung, Gründe für Nachhilfe, Kosten für Nachhilfe, Nachhilfefächer, Bildungsgrad der Stichprobe etc. Eltern, deren Kinder die verschiedensten Schultypen besuchten, wurden interviewt (z. B. neue Mittelschule, Allgemein bildende höhere Schule, Berufsbildende mittlere und höhere Schule etc.) Die IFES Studie (2017, S. 6 f) hat zum Ergebnis, dass schulischer Förderunterricht gelegentlich von 55 % der Schüler besucht werde. Die Zufriedenheit der Eltern damit ist durchwegs gegeben. Der Bedarf an externer Nachhilfe ist dadurch vermindert. Ein weiteres Ergebnis ist, dass ca. 25 % der Schüler täglich Unterstützung der Eltern bei Hausaufgaben benötigen.

#### Preise für Nachhilfe
Preise in Österreich variieren je nach Nachhilfeinstitut und Unterrichtsart. Gruppenunterricht ist wesentlich günstiger im Vergleich zu Einzelunterricht. Eine Übersicht bietet eine Befragung der Arbeiterkammer.

### Schweiz
In der Schweiz existiert ein breites Nachhilfeangebot. Im Unterschied zum angelsächsischen Raum ist Online-Nachhilfe und E-Learning in der Schweiz weniger weit verbreitet. Über 34 % der Schweizer Jugendlichen besuchten in den Jahren 2011/12 in der 8./9. Klasse bezahlten Nachhilfeunterricht. Dies entspricht einer Steigerung von 10 % im Vergleich zur Erhebung von 2008/09. Zwei Drittel dieser Schülerinnen und -schüler gehen regelmäßig in die Nachhilfe; sie stammen besonders häufig aus sozial privilegierten Elternhäusern. Bezahlte Nachhilfe tritt akzentuiert am Übertritt in die Sekundarstufe II auf, wobei Schülerinnen und Schüler der Sekundarstufe I in Schultypen mit höheren Ansprüchen zu diesem Zeitpunkt am häufigsten Nachhilfeunterricht besuchen.

## Vereinigte Staaten
In den Vereinigten Staaten bieten die öffentlichen Schulen für Schüler mit besonderem Förderbedarf eigene außercurriculäre Programme an, z. B. als Summer School. Auch entfallen in den USA manche Faktoren, die in Deutschland einen Bedarf nach Nachhilfeunterricht erzeugen; so gibt es dort weder ein Nicht-Versetztwerden noch einen Selektionsprozess, in dem Schüler auf Gymnasien, Real- oder Hauptschulen verteilt werden. Dennoch ist privater Nachhilfeunterricht (private tutoring) weit verbreitet. Neben unabhängigen Nachhilfelehrern (in-home-tutors), die oftmals über Online-Agenturen vermittelt werden, gibt es kommerzielle Anbieter wie Sylvan Learning, Kaplan, Inc., LSBF und StudyPoint, die landesweit Niederlassungen betreiben. Persönlicher Unterricht wird ebenso angeboten wie eine Online-Betreuung. Viele öffentliche Bibliotheken bieten auch kostenlose Hausaufgabenhilfe an. Eine besondere Rolle spielen in den USA, wo Berufskarrieren traditionell stark davon abhängen, ob die Aufnahme in ein renommiertes College gelingt, kommerzielle Anbieter, die Bewerber mit college preparation programs auf Prüfungen vorbereiten.

## Italien
Eine im Oktober 2007 mittels Befragungen von Haushalten durchgeführte Forschungsarbeit des italienischen Sozialforschungsinstituts EURES zeigt eine Schwarzarbeitsquote von 79,4 % bei der Nachhilfe auf, also mehr als den vierfachen Wert der für die gesamte italienische Wirtschaft geschätzten Schwarzarbeitsquote von 17 bis 18,1 %; damit ist Nachhilfe in Italien die Branche mit dem höchsten Schwarzarbeitsanteil überhaupt.